# Proskomidie

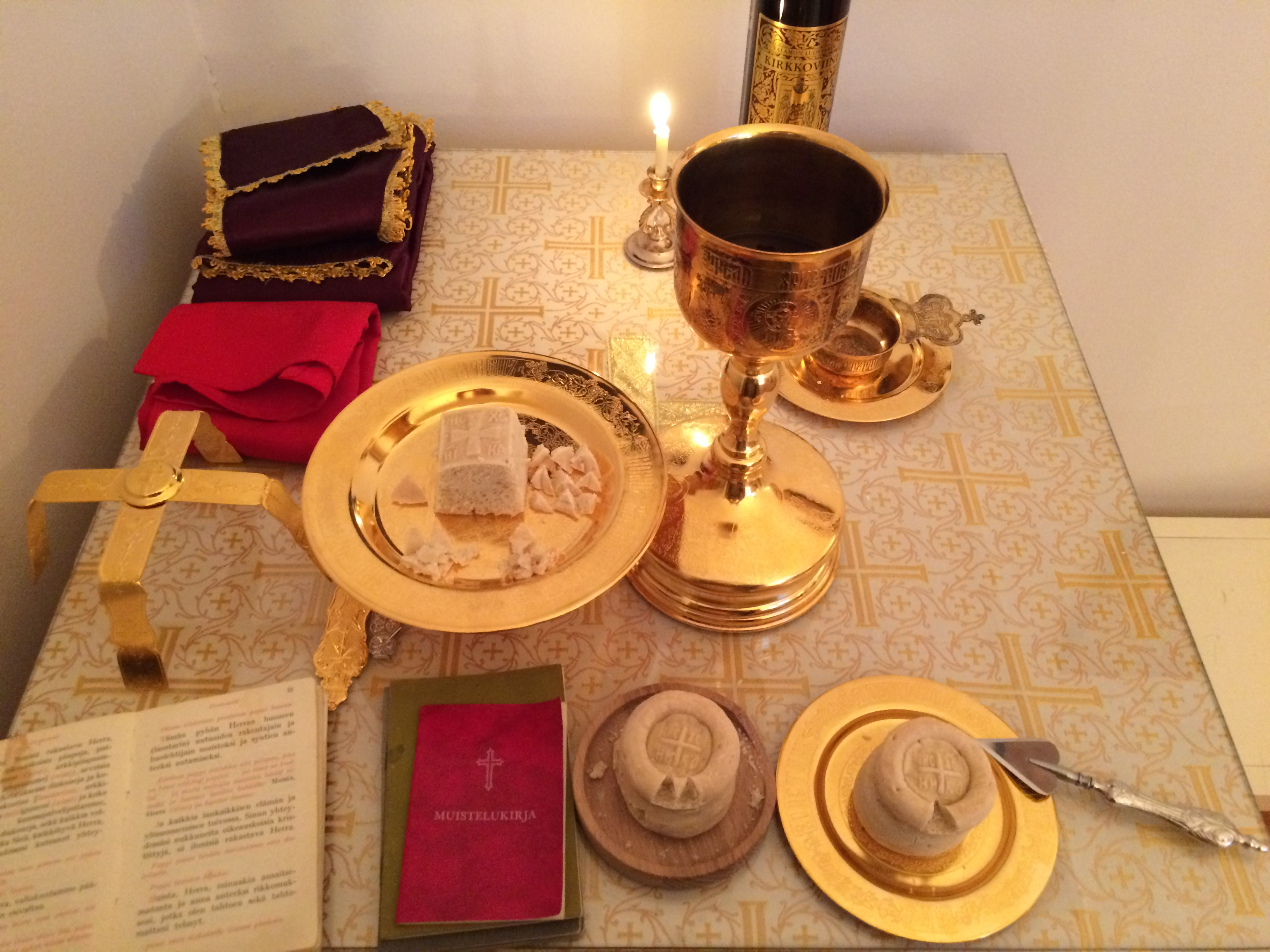
Rüsttisch während der Proskomidie

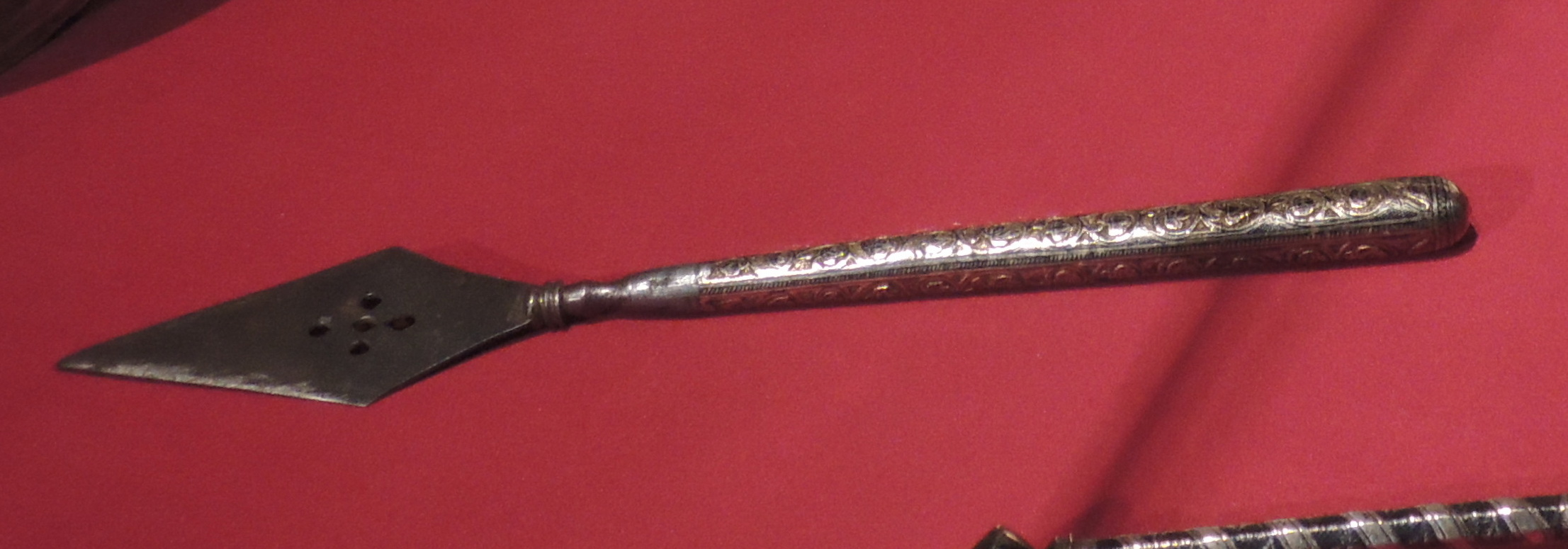
„Lanze“

Als Proskomidie bezeichnet man in den orthodoxen Kirchen Vorbereitungshandlungen, die vor dem eigentlichen Gemeindegottesdienst (der Eucharistiefeier in der Form der Göttlichen Liturgie) stattfinden, vergleichbar der Gabenbereitung in der Westkirche. Symbolisch nimmt die Proskomidie auf die Menschwerdung Jesu Christi Bezug, seine Geburt, in die aber sein Tod bereits einbezogen war. Es gibt also sowohl eine Inkarnations- als auch Passionssymbolik.

## Geschichtliche Entwicklung
Das Wort προσκομηδή proskomēdḗ (neugriechische Aussprache: proskomidí) „Darbringung“ bezeichnete in der Alten Kirche die eucharistische Feier insgesamt. Im byzantinischen Mittelalter verengte sich die Bedeutung auf die Zurüstung der Gaben. Ursprünglich war das die Aufgabe der Diakone. Später blieb ihnen nur die Bereitung des Kelches; die übrigen Verrichtungen wurden zur Aufgabe der Priester. Das rituelle Herausschneiden von Brotpartikeln, die um das „Lamm“ gruppiert werden, ist seit dem 11. Jahrhundert bezeugt.

## Eucharistisches Brot
In der nördlichen Ecke des Altarraums – also hinter der Ikonostase, für die Gemeinde nicht sichtbar – steht der Rüsttisch (Prothesis), wo das für die Eucharistie verwendete Brot vorbereitet wird. Die orthodoxen Kirchen kennen keine ungesäuerten Hostien wie die Westkirche, sondern verwendet in der Eucharistiefeier mit Hefe gebackene Weizenbrote, die als Prosphoren (προσφορά prosphorá „Opfer“) bezeichnet werden. Vor dem Backen wurden die griechischen Buchstaben ΙϹ ΧϹ ΝΙ ΚΑ („Jesus Christus siegt“), die in einem quadratischen Feld rings um ein Kreuz angeordnet sind, mit einem Brotstempel mitten auf die Brotoberseite geprägt. Jedes Brot besteht aus zwei übereinander gelegten flachen Broten, die die zwei Naturen Christi symbolisieren.

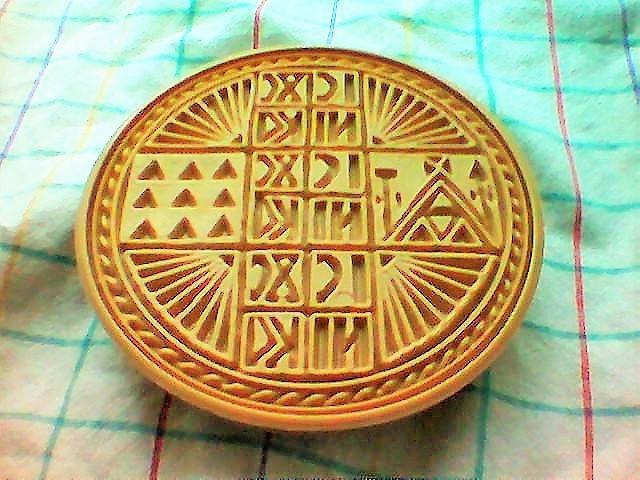
Stempel für eine griechische Prosphora

In der griechisch-orthodoxen Kirche gibt es eine Prosphora, die die Einheit der Christenheit symbolisiert. Dabei wird nicht nur das Lamm markiert, sondern auch die Stücke, die die Gottesmutter Maria, die Engel sowie die lebenden und toten Christen darstellen. In der russischen und den übrigen slawisch-orthodoxen Kirchen  werden dagegen fünf kleine Brote verwendet. Diese stellen die fünf Brote dar, aus denen nach Mk 6,39-44  5000 Menschen gespeist wurden. Eine solche Prosphora ist etwa 5 cm breit und 4 cm hoch.

## Aussonderung des „Lammes“

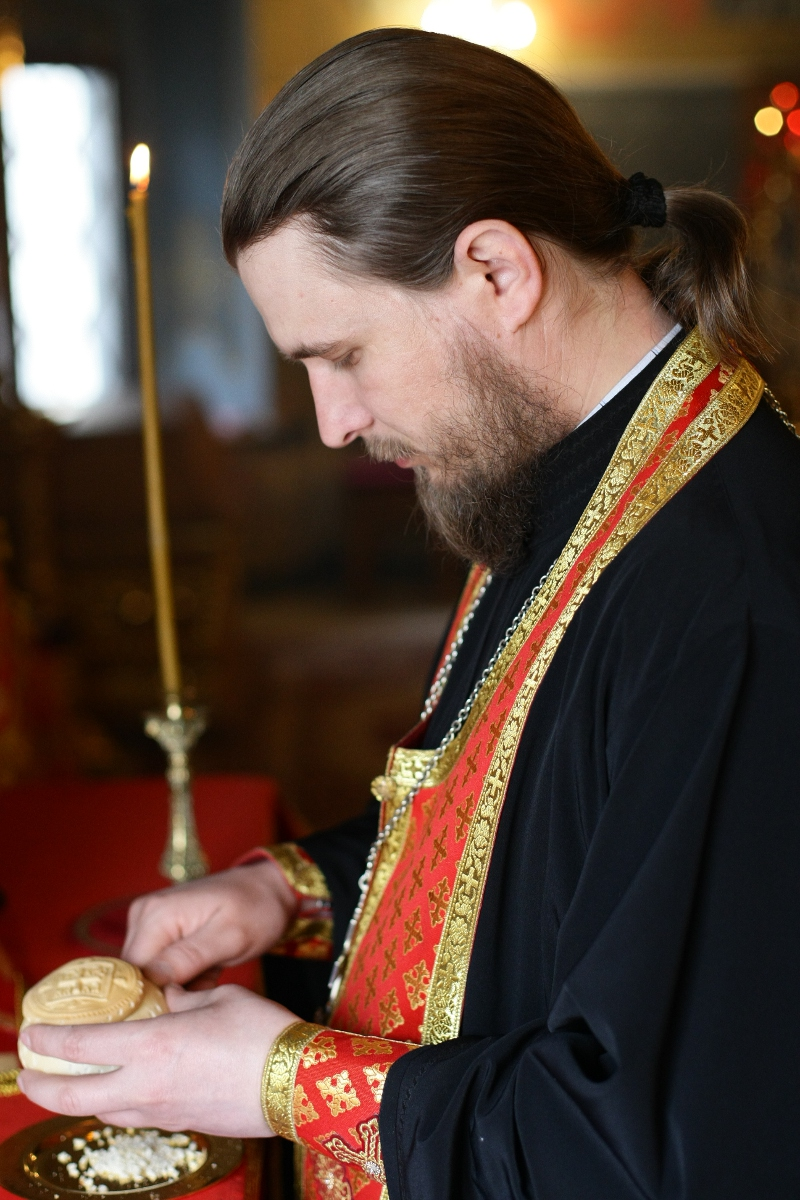
Herausschneiden von Brotpartikeln

Priester und Diakone bereiten sich auf die Feier vor, indem sie beten, die Ikonen verehren, die liturgischen Gewänder anlegen und die Hände waschen. Die folgenden Handlungen werden von Gebeten und Rezitation von Bibelworten begleitet.
Mit der „Lanze“ schneidet der Priester aus der ersten Prosphora das quadratische Mittelteil heraus; dieser Kubus wird als das „heilige Lamm“ bezeichnet. Dann schneidet er zur Ehre der Gottesmutter aus der nächsten Prosphora ein größeres Stück in Form einer Pyramide heraus. Anschließend schneidet er aus der dritten Prosphora neun kleinere Stücke zu Ehren der Engel, Propheten, Apostel, Kirchenväter, Märtyrer und Heiligen heraus. Weitere Brotstückchen werden aus je einer Prosphora für die Lebenden und die Verstorbenen herausgeschnitten, derer beim Gottesdienst gedacht wird.
In der griechischen Tradition sind diese Teile am Rand der einen großen Prosphora markiert.
Auf dem Diskos (Brotschale, entspricht der westkirchlichen Patene) werden alle Brotstückchen um das „Lamm“ im Mittelpunkt angeordnet. Dies stellt die Gemeinschaft der ganzen Kirche mit Jesus Christus symbolisch dar.

## Weitere Vorbereitungshandlungen

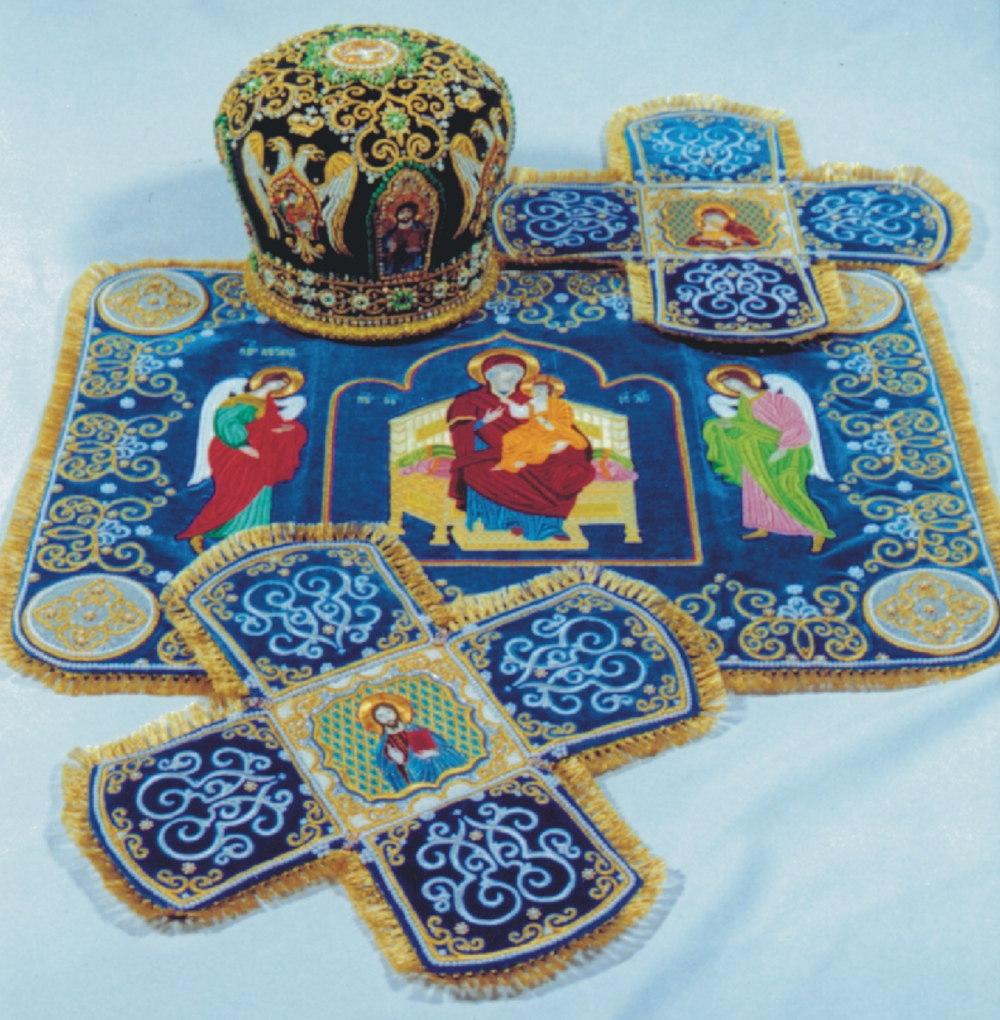
Kleine kreuzförmige Decken für Kelch und Diskos sowie große Decke, die über beides gebreitet wird

- Der Wein, der aus roten Trauben gewonnen sein muss, wird mit etwas Wasser vermischt. Das folgt einerseits der antiken Sitte, Wein nur verdünnt zu trinken, andererseits soll damit die untrennbare Vermischung der menschlichen und göttlichen Natur in Christus symbolisiert werden.
- Die eucharistischen Gaben werden inzensiert, d. h. mit Weihrauch beräuchert.
- Der Diskos wird mit dem „Stern“ (Asteriskos) bedeckt, auf den eine kleine Decke gelegt wird. Eine weitere kleine Decke wird auf den Kelch gelegt. Über Kelch und Diskos wird eine große Decke gebreitet.[6]